# ماركوس أوريليوس كاروس
ماركوس أوريليوس كاروس هو إمبراطور روماني حكم بين عامي 282-283 للميلاد. يرجح أنه ولد في ناربونا (أو أربونة) في بلاد الغال، ولكنه تلقى تعليمه في روما. وكان عضوا في مجلس الشيوخ، وشغل العديد من المناصب المدنية والعسكرية قبل تعيينه بريفيكتوس (آمر) من قبل الإمبراطور بروبوس، وبعد مقتل الأخير في سيرميوم أعلن عن كاروس إمبراطورا من قبل الجنود. ورغم أن كاروس انتقم بشدة ممن تسببوا بمقتل بروبوس، فقد اشتبه بضلوعه في هذا العمل. ولا يبدو انه عاد إلى روما بعد توليه العرش، واكتفى بالإشارة لإعلان توليه في مجلس الشيوخ. منح كاروس نفسه لقب قيصر وكذلك لأبنائه كارينوس ونومريانوس، ثم ترك كارينوس ليكون المسؤول عن الجزء الغربي من الإمبراطورية، وأخذ نوميريانوس معه في حملة ضد الفرس والتي كان قد قد جهزها بروبوس. هزم كاروس قبائل الكوادين والسارماتيين على نهر الدانوب، وتقدم من خلال تراقيا وآسيا الصغرى وغزا بلاد ما بين النهرين، وضغط على مدينتي سلوقية وقطيسفون، وعبر بجيوشه وراء نهر دجلة. ولكن آماله بالتقدم انتهت بوفاته، حيث أعلن عن وفاته بعد يوم واحد من عبوره، وذلك بعد عاصفة عنيفة. وعزى المؤرخون وفاته إلى أسباب مختلفة كالمرض أو البرق أو من الجراح التي تلقاها في الحملة ضد الهون. ولكن يبدو أن أقرب احتمال هو أنه قتل من قبل الجنود الذين لم يرغبوا بالتقدم في الحملة ضد بلاد فارس، وذلك بتحريض من القائد البرايتوري أريوس أبر. على أن المؤرخ كيدرينوس يرى أنه توفي بشكل طبيعي، إذ أن جيشه كان يتقدم ويحرز الانتصارات، بينما خلفه ابنه نومريانوس دون معارضة.